# Cercopis distincta
Cercopis distincta är en insektsart som först beskrevs av Melichar 1896.  Cercopis distincta ingår i släktet Cercopis och familjen spottstritar. Inga underarter finns listade i Catalogue of Life.